# Torstjärnskogen

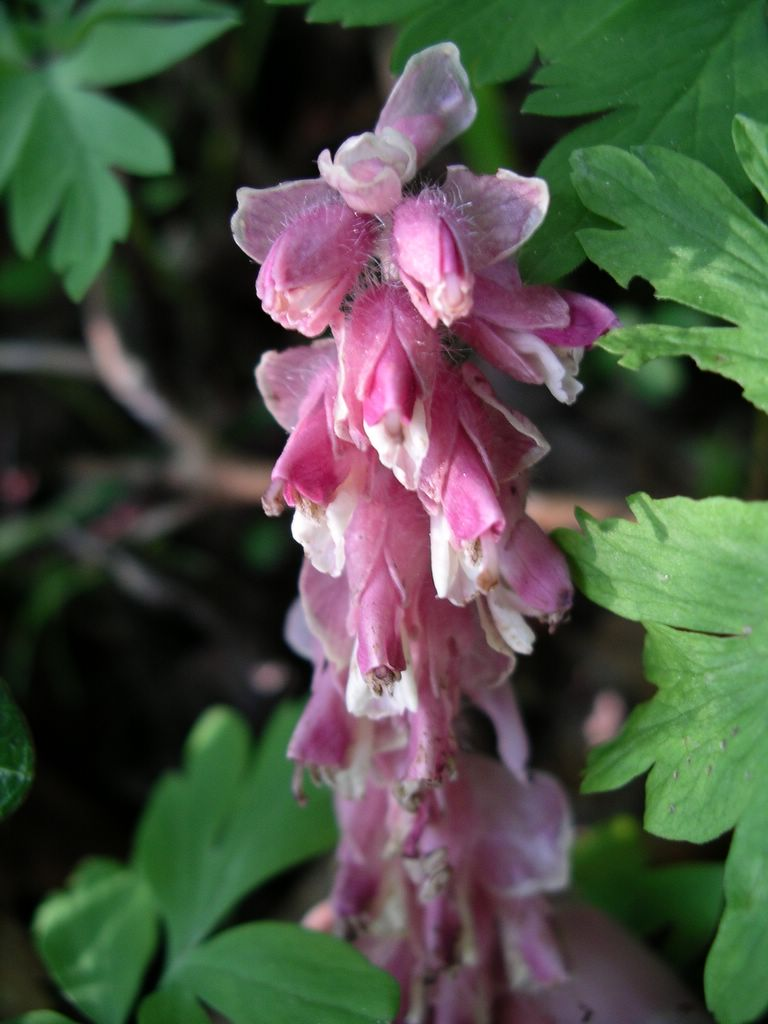
Vätteros

Torstjärnskogen är ett naturreservat i Bengtsfors kommun i Dalsland.
Reservatet består av gammelskog med inslag av tall och lövträd. Skogen har fått sköta sig själv och här kan man hitta aspgelélav, långflikmossa och vätteros. Här häckar tretåig hackspett. 
Reservatet avsattes 2012 och omfattar 2,5 hektar. Det förvaltas av Länsstyrelsen i Västra Götalands län och ligger ca 4 km öster om Bäckefors, på en landtunga mellan sjöarna Torstjärnet och Hivattnet.